# Beppe Guzzi
Beppe Guzzi (Genova, 23 marzo 1902 – Roma, 4 settembre 1982) è stato un pittore italiano.

## Biografia
Nel 1913, Guzzi si stabilisce a Livorno, dove inizia ad appassionarsi alla pittura. Nel 1920 è tra i fondatori del Gruppo Labronico.
La sua formazione è principalmente autodidatta; la sua prima mostra personale avviene nella Bottega d'Arte di Livorno nel 1924.
Mentre si dedica all'attività di insegnante, fonda e dirige la scuola d'arte della Federazione dei Fasci di Combattimento di Livorno.  Tra i suoi allievi alla Vetreria italiana di Livorno vi furono personalità artistiche quali Mario Nigro, Voltolino Fontani, Ferdinando Chevrier, Angelo Sirio Pellegrini e altri. 
Guzzi, oltre all'attività di pittore, si dedica anche a quella di maestro vetraio.
Negli anni successivi, Guzzi partecipa a numerose mostre, tra cui (in un arco di tempo compreso fra il 1930 e il 1954) a ben undici edizioni della Biennale di Venezia ; inoltre, a partire dalla terza edizione, partecipa sei volte alla rassegna della Quadriennale di Roma, venendo premiato nel corso della settima edizione, nonché a moltissime mostre sindacali livornesi.
Nel 1937, il pittore è presente all'Esposizione universale di Parigi con una sua invenzione, il Termolux Artistico, un'opera colorata immersa in un parallelepipedo di vetro che dava origine ad effetti fluorescenti. 
Nel 1945, Guzzi si trasferisce da Livorno a Roma, dove entra in contatto con i pittori della Scuola romana.
Nel 1951, fa parte della commissione per l'allestimento e la collocazione delle opere della Quadriennale.
Tra il 1963 e il 1964, Guzzi espone alla mostra Peintures italiennes d'aujourd'hui, organizzata in medio oriente e in nordafrica.
Successivamente, Guzzi dà il suo contributo all'illustrazione del canto quarto dell'Inferno di Dante Alighieri, per un'edizione milanese del 1965 (denominata "La Commedia di Dante Alighieri"); pochi anni dopo, per un'edizione romana del 1968, crea i disegni per il poema illustrato Hermann und Dorothea dello scrittore Goethe.

## Opere nei musei
- Collezioni d'arte della Fondazione Cariplo di Milano con l'opera Baracconi in periferia (1955).
- Galleria degli Uffizi di Firenze con un'opera in deposito: Autoritratto (1946).
- Museo d'arte di Avellino con l'opera Ville (dittico) del 1970.
- Patrimonio artistico Inps - Museo Inps di Roma con le opere Marina 1959 e Paesaggio.
- Pinacoteca civica di Reggio Calabria con l'opera Paesaggio, degli anni quaranta.